# Isidre Molas i Batllori
Isidre Molas i Batllori (Barcelona, 12 d'octubre, 1940) és un historiador i polític català, fill del músic Isidre Molas i Font i germà de l'escriptor i historiador Joaquim Molas i Batllori.

## Biografia
Es llicencià en Dret a la Universitat de Barcelona el 1963 i és catedràtic i cap del Departament de Ciència Política a la Universitat Autònoma de Barcelona. Amb la seva tesi doctoral Lliga Catalana (1972) fou un dels iniciadors dels estudis moderns sobre partits polítics catalans en la seva dimensió històrica. També ha impulsat un equip investigador sobre temes electorals i és membre de l'Institut d'Estudis Catalans des del 1993.
Destacat militant clandestí antifranquista, fou un dels promotors del Front Obrer de Catalunya fins a la seva dissolució el 1970, i on va coincidir amb Pasqual Maragall, Alfons Carles Comín, Miquel Roca i Junyent i Josep Antoni González i Casanova. També fou jutjat i condemnat per un tribunal militar el 1962.
Fou un dels fundadors del Partit dels Socialistes de Catalunya (PSC), en el qual ha ocupat importants càrrecs directius i del qual fou president des del 2008 fins al 2011. Va ser membre de la Comissió Executiva nacional en diversos períodes, president del Consell Nacional entre els anys 1996 i 2000 i president de la Federació de Barcelona durant la segona meitat dels anys 80.
A les eleccions al Parlament de Catalunya de 1980 i de 1984 va ser elegit diputat, vicepresident primer i segon del Parlament de Catalunya i vicepresident segon de la Comissió del Reglament i de la Comissió de Règim Interior.
A les eleccions generals espanyoles de 2000 i 2004 i 2008 fou elegit senador per l'Entesa Catalana de Progrés, ocupant el càrrec de vicepresident primer del Senat d'Espanya, fins a l'any 2011.
En l'àmbit acadèmic va ser un dels principals impulsors de la creació l'any 1988 de l'Institut de Ciències Polítiques i Socials (ICPS) vinculat a la Universitat Autònoma de Barcelona. En fou el seu director fins a l'any 2000.
També va impulsar la creació de la Fundació Rafael Campalans l'any 1979, vinculada al PSC, i n'exercí la direcció i la presidència durant diversos períodes.
Entre els anys 2014 i 2018 fou magistrat del Tribunal Constitucional d'Andorra.
Ha traduït llibres, i ha publicat articles sobre temes de Ciència Política a Recerques, Arguments, Revista Jurídica de Catalunya, Serra d'Or, Promos, El Pont, Pont Blau, Cuadernos para el Diálogo, i altres.

## Obres
- Ideari de Francesc Pi i Margall (1965)
- D'aquesta terra (1966) Premi Amadeu Oller de poesia de 1966
- Lliga Catalana. Un estudi d'estasiologia (1972)
- El sistema de partits polítics a Catalunya. 1931-1936 (1972)
- El catalanismo hegemónico: Cambó y el Centro Constitucional (1975)
- Salvador Seguí: Escrits (1975)
- Los partidos políticos
- Comentaris jurídics de l'Estatut de Catalunya (1982)
- La ciutat llunyana (1981)
- Diccionari dels partits polítics a Catalunya (2000)